# Ломаско, Виктория Валентиновна
Виктория Валентиновна Ломаско (род. 6 августа 1978, Серпухов) — современная российская художница и куратор.

## Биография
Окончила Московский государственный университет печати (2003) по специальности «художник книги».
C 2008 года Ломаско пишет в жанре «графический репортаж», существовавшем в дореволюционной и советской России, но исчезнувший после распада СССР. Опирается на традиции российского репортажного рисунка (блокадные, концлагерные, военные альбомы).
Автор лекций и статей о репортажной графике. Как художник-активист сотрудничает со СМИ и правозащитными организациями. Кроме того, преподаёт рисунок подросткам в колониях для несовершеннолетних преступников.
В 2011—2012 годах вела «Хронику сопротивления» в качестве художника-корреспондента. К 2015 году проект преобразовался в «Хронику мутного времени».
Начиная с 2012 года, Ломаско в сотрудничестве с искусствоведом Надей Плунгян организовывает серию выставок «Феминистский карандаш».
В 2013 году художница состояла в жюри кинофестиваля «Бок о бок», после чего начала проявлять интерес к ЛГБТ-проблематике. Создала рисованный репортаж о гостях и недоброжелателях фестиваля и графическую серию «18+» о посетительницах лесби-клубов и лесби-семьях.
Входит в десятку самых авторитетных деятелей культуры 2013 года по версии «Русского репортера». В последние годы[уточнить] чаще выставляется за границей, чем в России.
Наиболее известные работы: книга — судебный репортаж «Запретное искусство» (совместно с А. Николаевым), серия репортажей с оппозиционных митингов «Хроника сопротивления», плакаты в защиту Pussy Riot и репортаж «Рабы из московского магазина „Продукты“».

## Отзывы

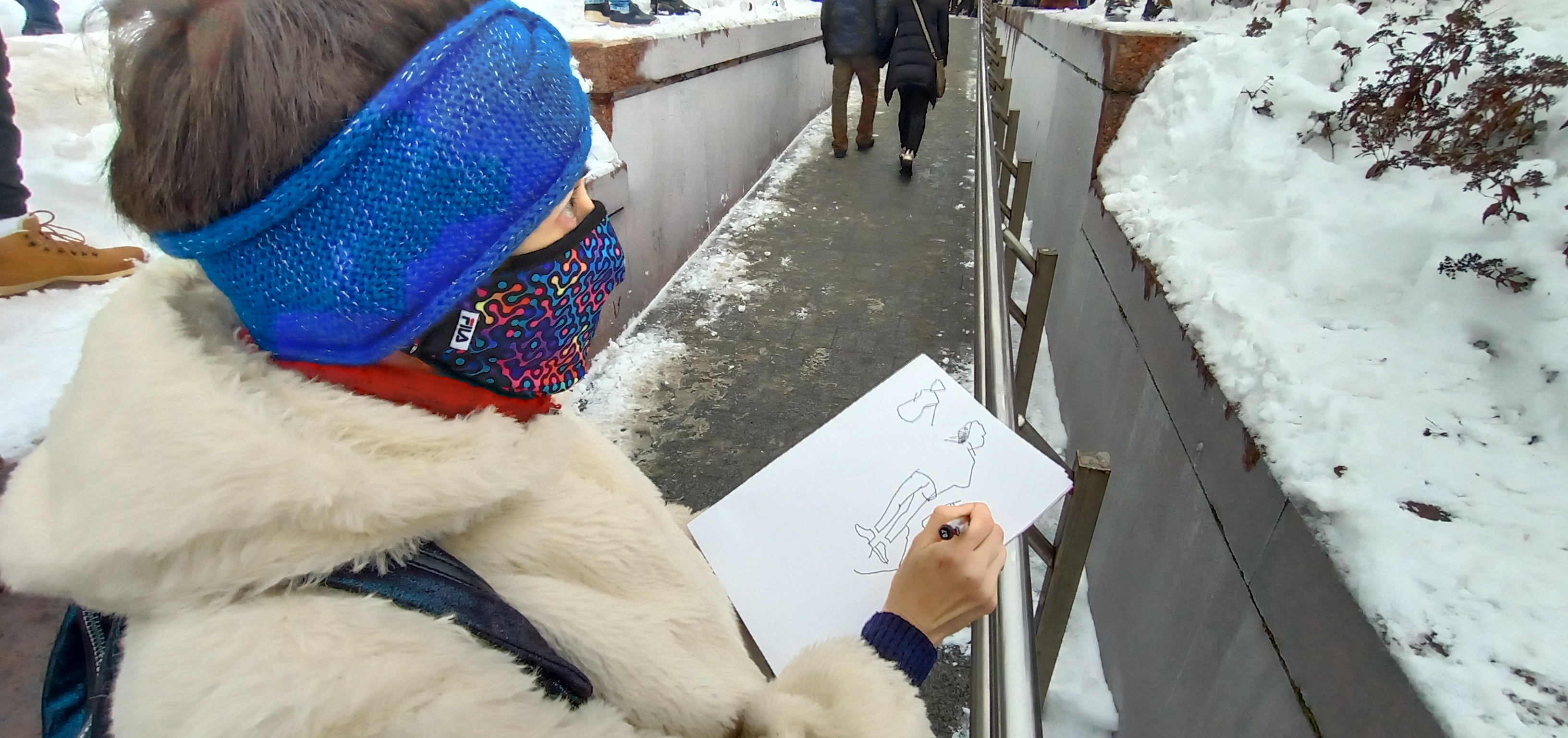
Виктория Ломаско делает зарисовки во время протестов 23 января 2021 года, Москва

Как отмечали кураторы одной из выставок Ломаско Н. Гончарова и А. Литвин,

Феномен Ломаско заключается в её необычном промежуточном положении между миром активистского современного искусства, культурой социального комикса и всерьёз воспринятой традицией модернистской графики. Художника интересуют актуальные события сегодняшнего дня: социальные, политические процессы, камерные истории «маленького человека», старость, психбольницы и другие темы, активно вытесняемые из общественного сознания.

По мнению критика Игоря Гулина, «„Хроника сопротивления“ Виктории Ломаско — самая удачная на сегодняшний день попытка не только осмыслить протестное движение, но и вписать его в историю».

## Кураторские проекты
- 2015 — «Постсоветские Кассандры» (в группе кураторов). Галерея в Кёрнерпарке, Берлин[8].
- 2014 — «Героиня нашего времени» (совм. с Н. Плунгян). Галерея 69, Осло.
- 2014 — «Рисуем суд-2» (совм. со З. Понировской). Общество «Мемориал», Москва[9][10].
- 2014 — «Феминистский карандаш-2» (совм. с Н. Плунгян). Галерея «Борей», С.-Петербург.
- 2013 — «Феминистский карандаш-2» (совм. с Н. Плунгян). «Artplay», Москва[11].
- 2013 — «Рисуем суд-2» (совм. со З. Понировской). Киров.
- 2012 — «Феминистский карандаш» (совм. с Н. Плунгян). Fabrika Hostel&Gallery[12], Москва.
- 2012 — «Resistance Forever» (совм. с А. Воронковой). Культурный центр Рабочей партии, Буэнос-Айрес.
- 2011 — «Свобода выбора» (совм. с Т. Волковой и А. Воронковой), Пrоект_Fабrика, Москва[13].
- 2004 — «Акт милосердия» (совм. с А. Булдаковым). АртСтрелка, Москва.
- 2004 — «Акт милосердия» (совм. с А. Булдаковым). Галерея «Франция», Москва[14].
- 2004 — «Без гламура» (совм. с П. Микитенко). Зверевский центр, Москва[15].

## Персональные выставки
- 2017 — «Other Russias: Angry». Галерея Эллиса, Школа искусств Карнеги — Меллон, Питтсбург.
- 2017 — «Unwanted Women». Проекты Ортега-и-Гассета, Нью-Йорк[16].
- 2016 — «Бишкек — Ереван — Дагестан — Тбилиси. Феминистское путешествие», Гёте-институт, Тбилиси.
- 2015 — «На районе. Москва — Бишкек — Ереван». AJZ space, Ереван.
- 2015 — «ВИЧ: неравные». Галерея «Борей», Петербург[17].
- 2014 — «Включённое наблюдение» (совм. с К. Мамоновым). Бирмингемский университет, Бирмингем.
- 2014 — «„Бок-о-бок“: гомосексуалы и гомофобы». Пrоект_Fабrика, Москва.
- 2013 — «Формальные отношения» (совм. с К. Мамоновым). Галерея Международного университета, Москва[18].
- 2012 — «Запретное искусство». Новая галерея, Эрланген[19][20].
- 2012 — Уличные выставки «Майские праздники» и «Будни ОккупайАбай». ОккупайАбай, Чистопрудный бульвар, Москва.
- 2012 — «Таганское правосудие» (совм. с А. Николаевым). Галерея Ханса Кнолля, Вена.
- 2011 — «Запретное искусство» (совм. с А. Николаевым). Галерея «Art re.FLEX», Петербург.

## Избранные групповые выставки
| - 2017 — Триеннале российского совр. искусства. Музей «Гараж», Москва. - 2016 — «Re: bellion // Re: ligion // Re: form». Spendhaus, Ройтлинген. - 2015 — «They will remember us in the future». Нац. худ. академия, София. - 2015 — «Re: bellion // Re: ligion // Re: form». Музей М. Пехштейна, Цвиккау. - 2015 — «Смех в зале». Галерея «На Шаболовке», Москва. - 2015 — «Change!». Литературный дом, Штутгарт. - 2015 — «Любовь на краю». Галерея «Арсенал», Белосток. - 2015 — «Постсоветские Кассандры». Галерея в Кёрнерпарке, Берлин. - 2015 — «So You Want to See». e-flux, Нью-Йорк. - 2015 — «Россия против России». Студия 1, квартал искусств Бетани, Берлин. - 2015 — «Па-де-де». Фестиваль комиксов «Fumetto», Люцерн. - 2014 — «Women on paper». Галерея «Ганди», Братислава. - 2014 — «Really Useful Knowledge». Центр искусств королевы Софии, Мадрид. - 2014 — «Лишение». Галерея «Арсенал», Белосток. - 2014 — «Десять тысяч уловок и сто тысяч хитростей». Институт Африки РАН, Москва. - 2014 — «Meeting Points 7». 21-й дом, Вена. - 2014 — «Action in art!». Köttinspektionen, Уппсала. - 2014 — «Meeting Points 7». Beirut Art Center, Бейрут. - 2014 — «Актуальный рисунок». Русский музей, С.-Петербург. - 2014 — «Рисуем суд-2». Общество «Мемориал», Москва. - 2014 — «Феминистский карандаш-2». Галерея «Борей», С.-Петербург. - 2013 — «Рисовать». Галерея «Анна Нова», С.-Петербург. - 2013 — «Феминистский карандаш-2», в рамках «МедиаУдара». «Artplay», Москва. - 2013 — «Drawing protest». Галерея современного искусства, Лейпциг. | - 2013 — «Рисуем суд-2». Киров. - 2013 — «Отверженные». Галерея А3, Москва. - 2013 — «Pussy Riot и российская традиция художественного протеста», MeetFactory, Прага. - 2013 — «Film Papier», La Box, Бурж. - 2013 — «Re-Aligned Art». Tromsø kunstforening, Тромсё. - 2013 — «Жизнь как форма (Кочевая версия)», Пrоект_Fабrика, Москва. - 2012 — «Вперёд, к новым берегам!». Планетарий, Н. Новгород. - 2012 — «Феминистский карандаш». Fabrika Hostel&Gallery, Москва. - 2012 — «Party Riot Bus». Автобусная акция-выставка, Садовое кольцо, Москва. - 2012 — «Resistance Forever». Культурный центр Рабочей партии, Буэнос-Айрес. - 2012 — «Русский ренессанс», Brot Kunsthalle, Вена. - 2011 — «Свобода выбора», Пrоект_Fабrика, Москва. - 2011 — «Медиа Удар», «Artplay», Москва. - 2011 — «Мохнаткин». Сахаровский центр, Москва. - 2011 — «Документ», в рамках Съезда молодых рег. художников. Арсенал, ГЦСИ, Н. Новгород. - 2010 — «Рисуем суд». Gelabert Studios Gallery, Нью-Йорк. - 2009 — «Рисуем суд». ЦДХ, Москва. - 2009 — «Русский леттризм». ЦДХ, Москва. - 2007 — «Новый ангеларий». ММСИ, Москва. - 2007 — «ArtDigital 2006: Пограничное состояние». ЦСИ М’Арс, Москва. - 2004 — «Акт милосердия». АртСтрелка, Москва. - 2004 — «Акт милосердия». Галерея «Франция», Москва. - 2004 — «Без гламура». Зверевский центр, Москва. |

## Обложки
Работы художницы появлялись на обложках изданий:
- 2009 — ЧПХ № 4
- 2012 — Dschungel № 7
- 2012 — Воля № 3 (35)
- 2012 — Воля № 4 (36)
- 2012 — Воля № 5 (37)
- 2012 — art
- 2012 — Воля № 8 (40)

## Галерея работ Виктории Ломаско

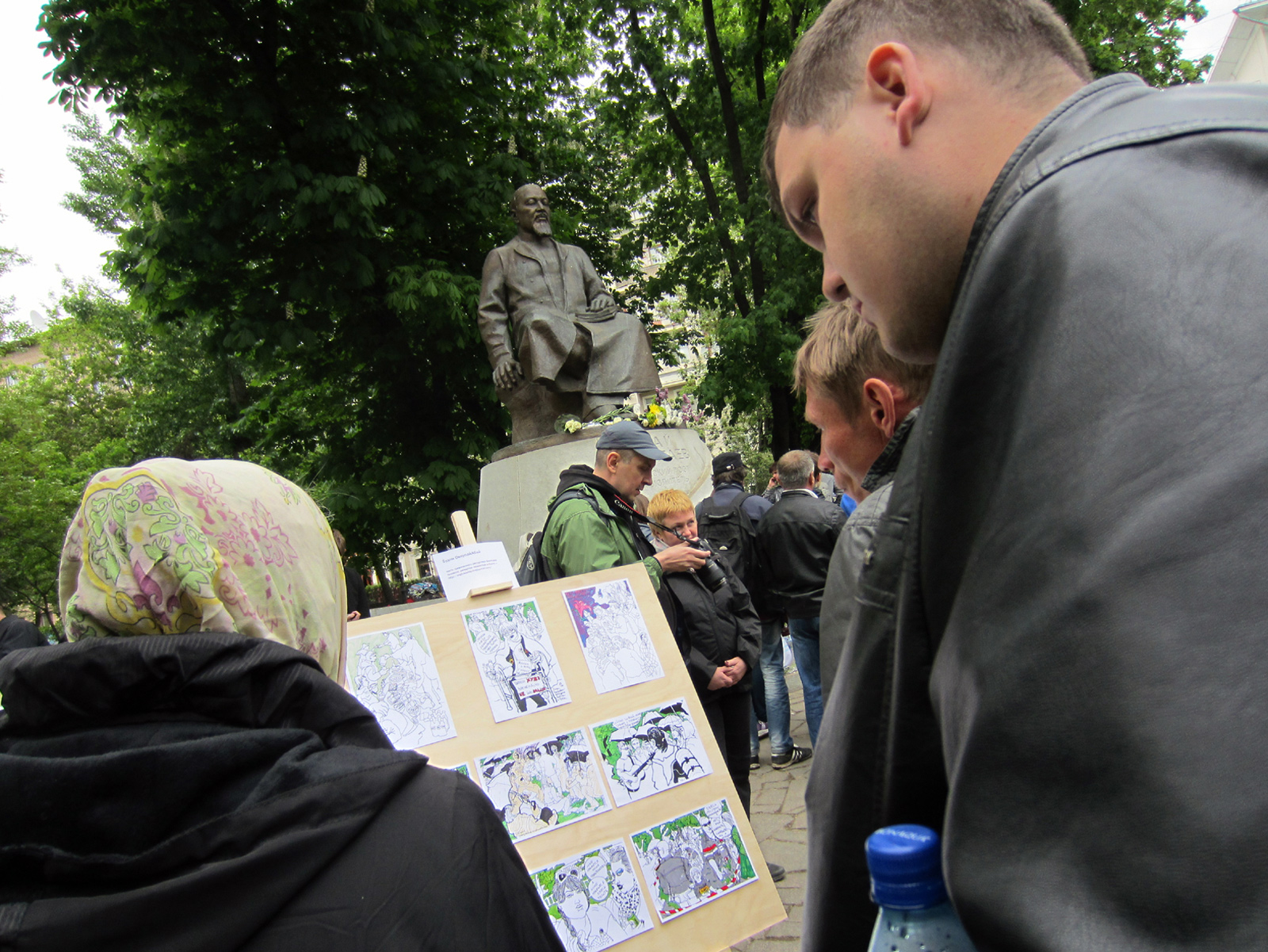
Серия «Будни ОккупайАбая» (2012) на ОккупайАбае. Чистопрудный бульвар, Москва, 14 мая 2012 года
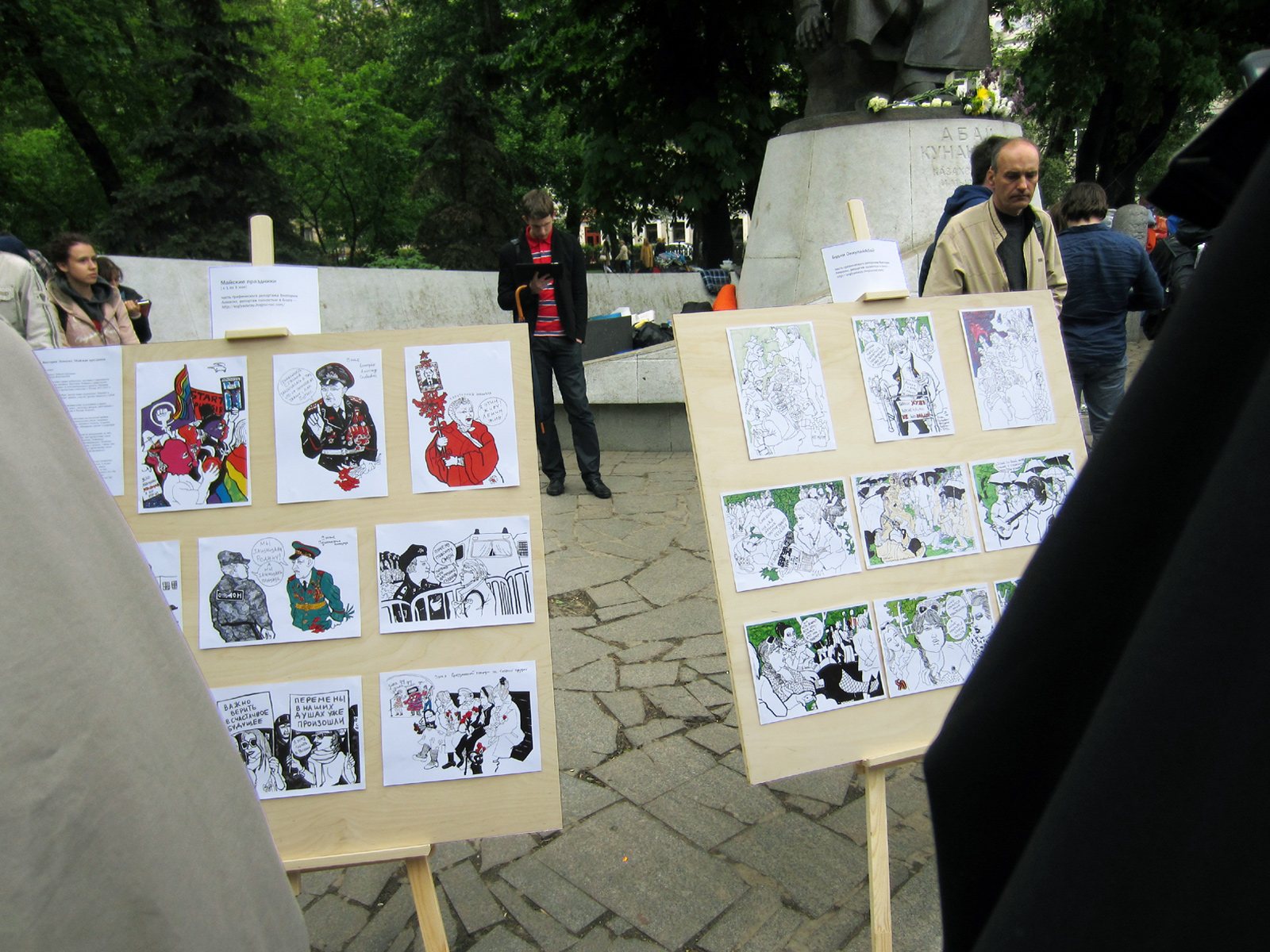
Серии «Майские праздники» (2012) и «Будни ОккупайАбая» (2012) на ОккупайАбае, 14 мая 2012 года
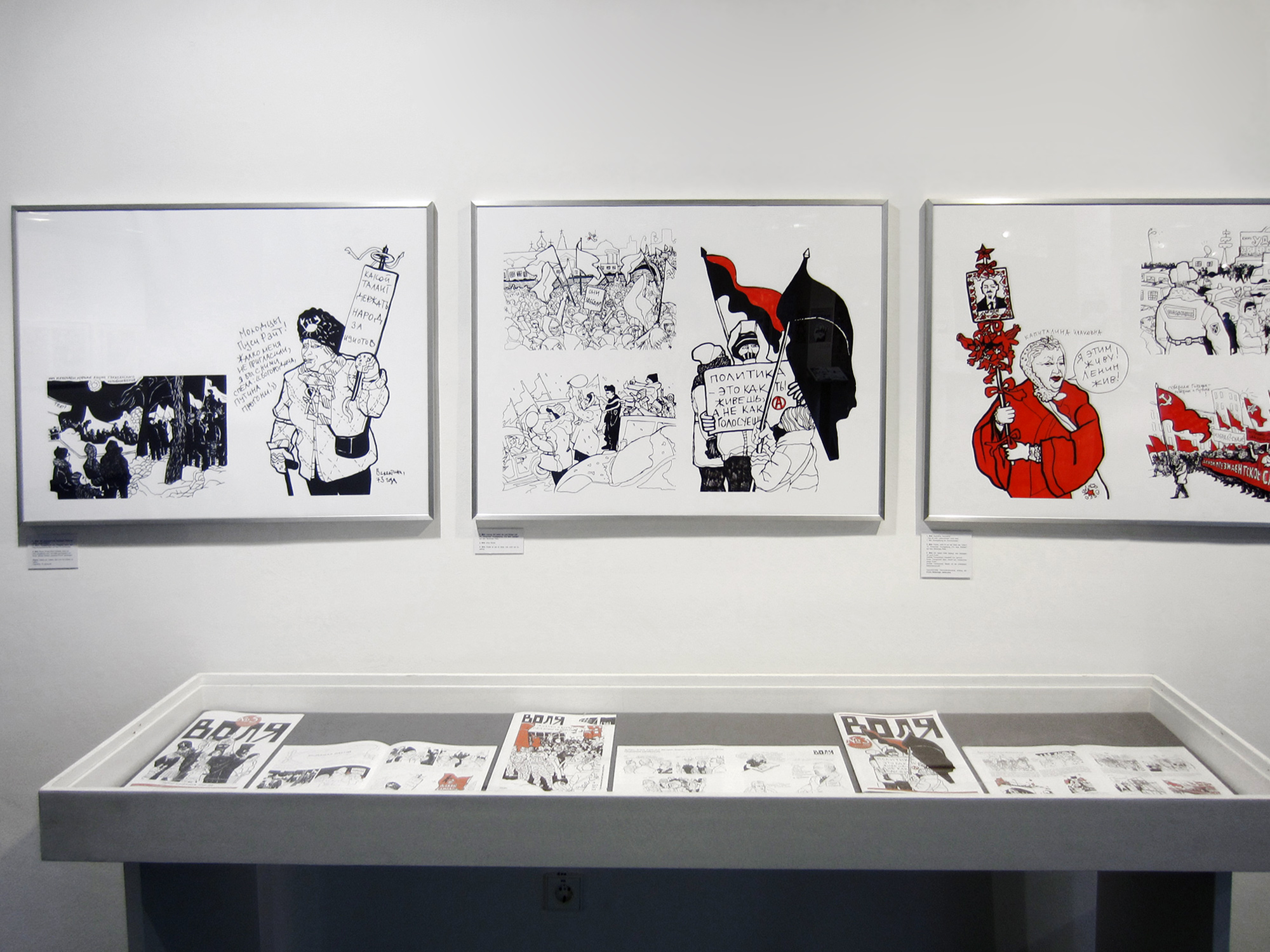
Из серии «Хроника сопротивления», вид экспозиции
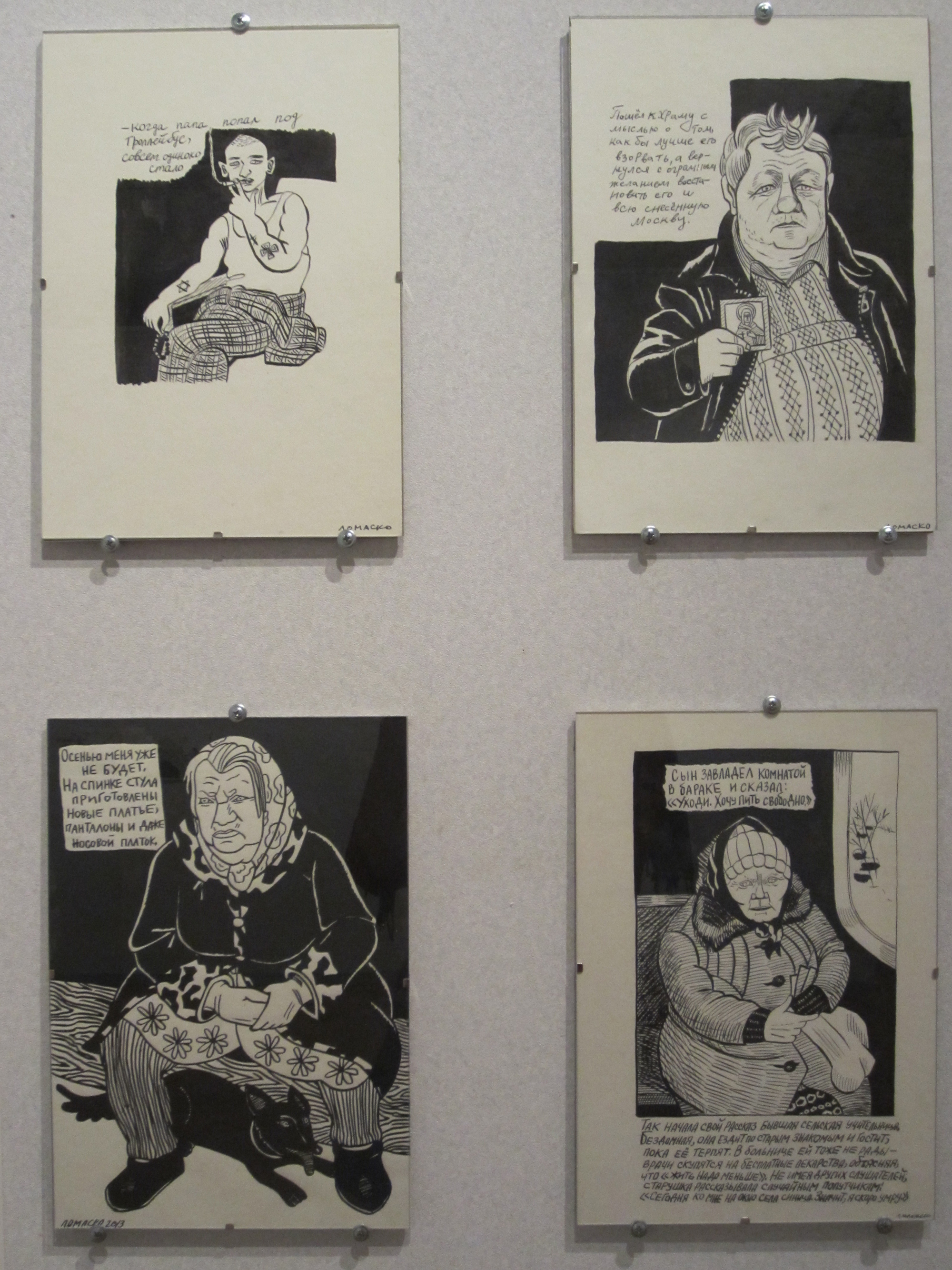
Из серии «Чёрные портреты» (2010–2013), демонстрировались на выставке «Формальные отношения»
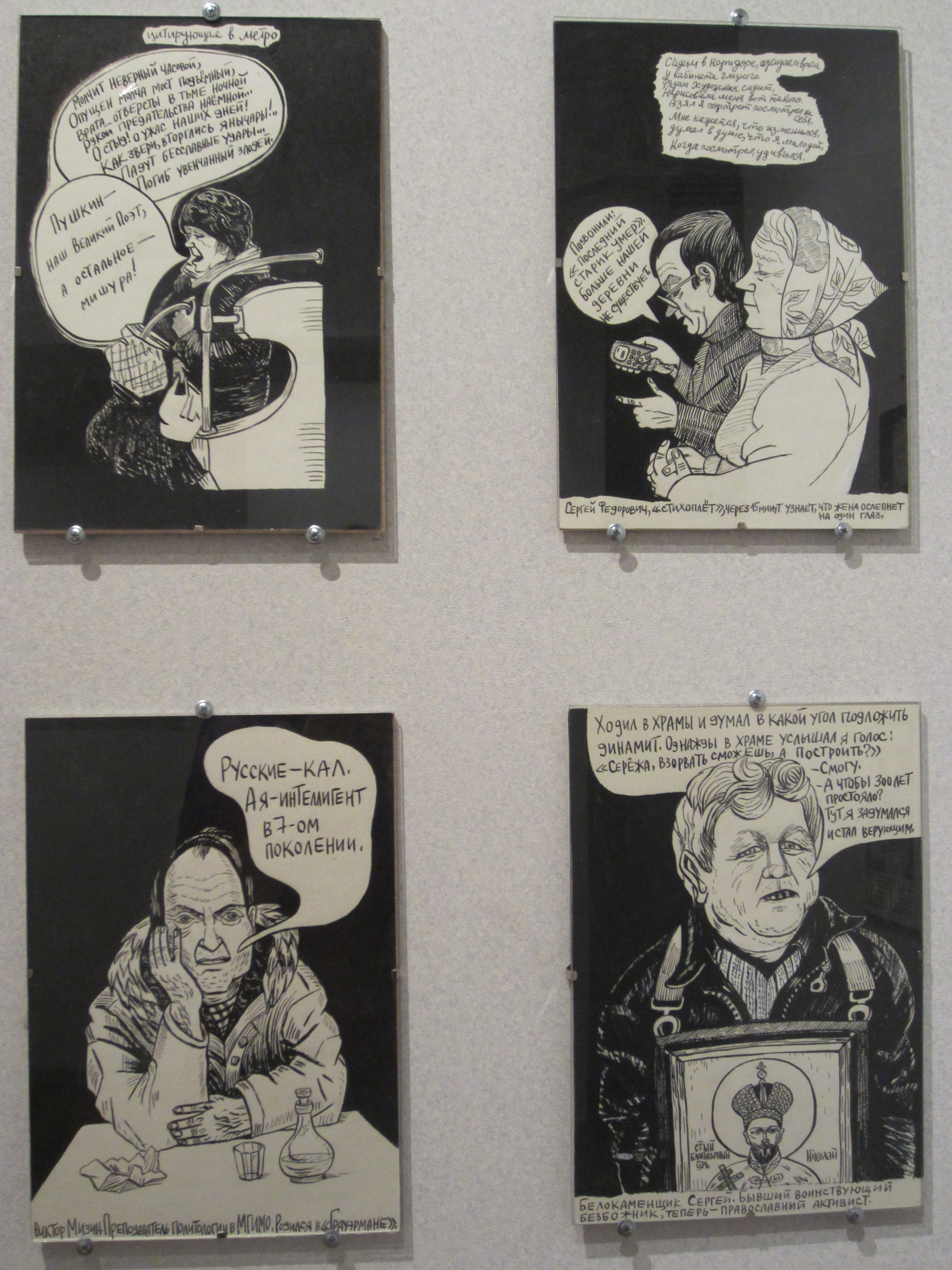
Из серии «Чёрные портреты» (2010–2013), демонстрировались на выставке «Формальные отношения»
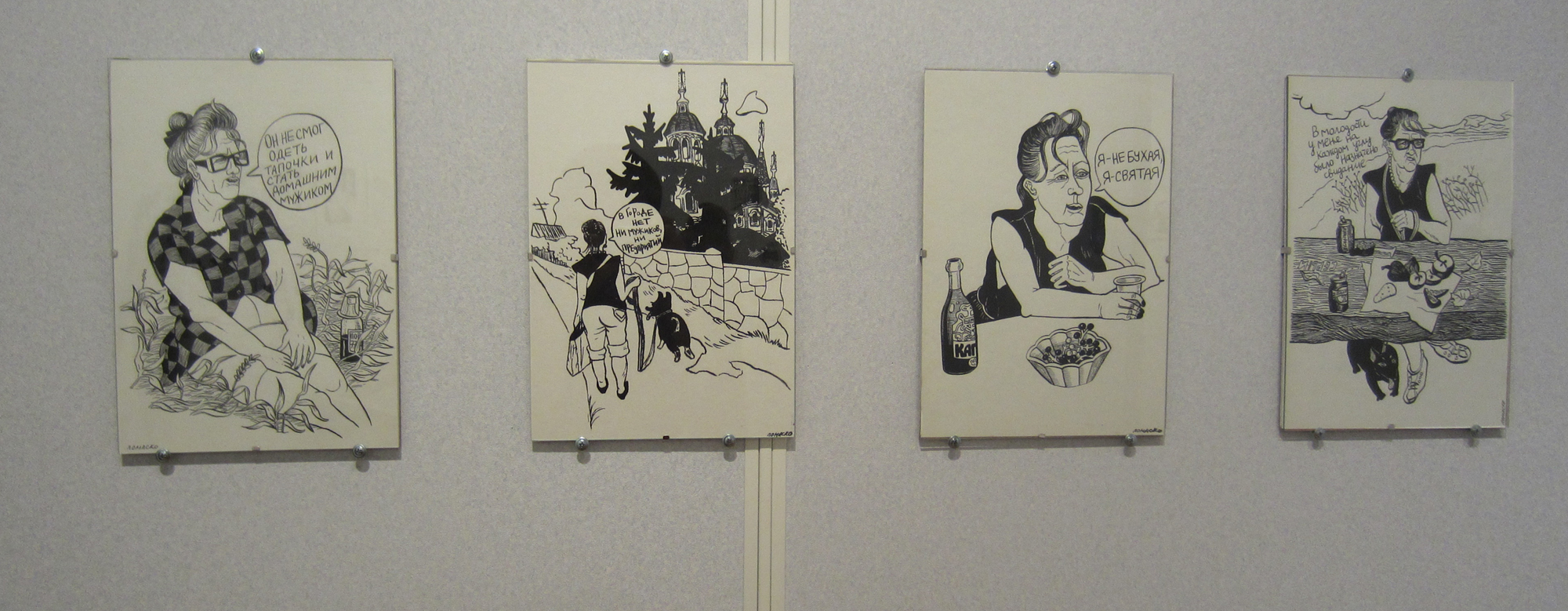
Из серии «Женское» (2012-2013), показывались на первом «Феминистском карандаше» и на выставке «Формальные отношения»